# Eurya macartneyi
Eurya macartneyi là một loài thực vật có hoa trong họ Pentaphylacaceae. Loài này được Champ. mô tả khoa học đầu tiên năm 1850.